# Carinefferia caliente
Carinefferia caliente là một loài ruồi trong họ Asilidae. Carinefferia caliente được Wilcox miêu tả năm 1966. Loài này phân bố ở vùng Tân Bắc giới.